# Shane van Gisbergen
Shane van Gisbergen (Auckland, 1989. május 9. –) új-zélandi autóversenyző, akit 2021-ben az év új-zélandi sportolójának választottak.
Autóverseny-karrierjét túraautókkal kezdte Ausztráliában. Háromszor is megnyerte Ausztrália legnépszerűbb túraautó-kategóriáját, a Supercars sorozatot. 2023-ban Amerikába költözött, itt részt vett egy Chicagóban megrendezett versenyen, amit meg is nyert, ezzel több rekordot felállítva: az első versenyző, aki megnyerte debütáló versenyét, az első új-zélandi, aki futamot nyert a NASCAR-ban, és az első, aki egy ideiglenes utcai pályán nyert futamot.
Ausztráliában és Új-Zélandon az autósport egyik ikonikus alakjának számít. Ritkán ad interjút, ami miatt sokan a legendás finn versenyzőhöz, Kimi Räikkönenhez hasonlítják. Rajongói gyakran röviden SVG-nek nevezik.

## Forrás
- Fox Sports (angol nyelven)